# Сапони
Сапони (на английски: Sappony, Saponi) е северноамериканско индианско племе, което в края на 17 век живее на река Стантън в планините на Вирджиния. Езикът им е сиукски, тясно свързан с езиците на оканичи и тутело, и вероятно с манахок и монакан. Като всички малки племена в региона, и сапони не са документирани добре от ранните изследователи и заселниците. По принцип малобройни те страдат допълнително от новите европейски болести и от алкохола доставян им от търговците, както и от нападенията на ирокезите от север. Поради тези причини, по време на колониалния период племето е принудено да се мести няколко пъти и накрая, тези които оцелели се присъединяват към ирокезите. Някои от тях обаче изглежда остават в родината си, тъй като в края на 20 век няколко групи претендират, че са потомци на историческите сапони. През 1990те окръзите Халифакс и Уорън в Северна Каролина са дом на Халиуа – Сапони, които твърдят, че са наследници на племената сапони, тускарора, тутело и нансемонд от 17 век. Друга група, Индианците Пърсън, също е локализирана в Северна Каролина. През 2003 г. те сменят официално името си на Сапони. Други групи, които твърдят, че са потомци на сапони са: Сапони в Oхайо, Групата Махенипс в Мисури, Сапони в Тексас, Манахок – Сапони – Матамаскет в Джорджия, групата Кармел в Охайо и групата Магофин в Кентъки. Нито една от тези групи не е призната от Федералното правителство.

## История
За първи път сапони са споменати през 1650 г. от Едуард Бланд, заедно с имената на оканичи и тутело. През 1670 г. преди да посети оканичи, Джон Ледерер посещава сапони, чието село се намира тогава на река Стантън, на 80 километра от селото на оканичи. Ледерер ги описва като „сапон – едно село на нахисан“. Нахисан са историческите сапони споменати по-рано от Бланд като „несонеикс“. На същата река, недалеч от сапон, Ледерер споменава Пинтахе – селото на „краля“ на нахисан. Този крал според Ледерер е абсолютен владетел, на който се подчиняват и служат всички хора от племето, измежду които обаче има и такива с по-висок статус като изтъкнати войни и богати хора.
През 1671 г. Томас Батс и Робърт Фалъм са следващите, които посещават „сапини“ (сапони) и казват, че племето живее в общо три „града“. След тази година, сапони заедно с тутело се местят надолу по реката, до два съседни острова в река Роанок, близо до острова на оканичи. Силно намалели от болести и нападения от страна на ирокезите и белите, през 1680те трите племена мигрират от района на река Роанок. През 1701 г. Джон Лоусън намира селото на сапони на река Ядкин, близо до днешния Салсбъри, Северна Каролина. Лоусън съобщава за сапони, тутело и кеяуви, които живеят близо един до друг. Малко след идването на Лоусън, сапони се местят на изток от Роанок, в околностите на Уиндзор, Северна Каролина. През 1708 г. повечето от Вирджинските племена, живеещи извън Вирджиния, се връщат обратно. Сапони издигат селото си на река Мехерин, на 15 километра югоизточно от Емпория, близо до селото на мехерин. Към 1711 г. сапони се преместват в една област с оканичи и стуканокс. През 1712 г. към тях се присъединяват и тутело. До този момент всяко племе поддържа отделна идентичност. През 1715 г. около 300 сапони се преместват до Форт Кристана. Малко след това към тях се присъединяват и други малки групи. Постепенно тази смесена общност става известна като Форт Кристана индианците. Към 1740 г. повечето от тях се местят на север в Шамокин, едно делаварско село в близост до днешния Санбъри, Пенсилвания. До 1771 г. повечето Вирджински сиуговорещи групи се присъединяват към каюга в Ню Йорк. Малки групички от тях обаче остават в Севепна Каролина и Пенсилвания. Една даже достига до Охайо. През оставащите години на 18 век и през 19 век нищо повече не се чува за тези групи.
През 1990те окръзите Халифакс и Уорън в Северна Каролина, са дом на племето Халиуа – Сапони, които претендират за сапони, тутело, тускарора и нансемонд потекло. Групата е призната от щата Северна Каролина през 1965 г. и има около 3800 записани членове. Друга група, Пърсън също е призната от Северна Каролина. Тя е известна и като Чероки – Поухатан индианска асоциация. През 2003 г. групата официално сменя името си на Сапони. Сапони, които живеят в Охайо не са признати от щата. Още 5 групи твърдят, че са потомци на сапони:
- Групата Махенипс на Сапони нацията в Озърк Хилс, със седалище в Уест Плейнс, Мисури
- Асоциация на потомци на сапони в Тексас
- Нацията Манахок – Сапони – Матамаскет в Джорджия
- Индианците Кармел в Охайо
- Магофин в Кентъки

Нито една от тези групи не получава федерално признаване като суверенно племе.